# Haruka Kitaguchi
Haruka Kitaguchi (jap. 北口榛花 Kitaguchi Haruka; ur. 16 marca 1998 w Asahikawie) – japońska lekkoatletka specjalizująca się w rzucie oszczepem, mistrzyni olimpijska z 2024.
W 2015 zdobyła złoty medal mistrzostw świata juniorów młodszych w Cali. Srebrna medalistka uniwersjady (2019). W 2021 była dwunasta na igrzyskach olimpijskich w Tokio. Rok później wywalczyła brązowy medal mistrzostw świata w Eugene, natomiast w 2023 zdobyła złoto światowego czempionatu.
Złota medalistka mistrzostw Japonii.
Rekord życiowy: 67,38 (8 września 2023, Bruksela) rekord Japonii.

## Osiągnięcia
| Rok  | Impreza                               | Miejsce   | Lokata            | Wynik |
| ---- | ------------------------------------- | --------- | ----------------- | ----- |
| 2015 | Mistrzostwa świata juniorów młodszych | Cali      | 1. miejsce        | 60,35 |
| 2016 | Mistrzostwa świata juniorów           | Bydgoszcz | 8. miejsce        | 52,15 |
| 2017 | Uniwersjada                           | Tajpej    | 10. miejsce       | 56,30 |
| 2019 | Uniwersjada                           | Neapol    | 2. miejsce        | 60,15 |
| 2019 | Mistrzostwa świata                    | Doha      | el. – 13. miejsce | 60,84 |
| 2021 | Igrzyska olimpijskie                  | Tokio     | 12. miejsce       | 55,42 |
| 2022 | Mistrzostwa świata                    | Eugene    | 3. miejsce        | 63,27 |
| 2023 | Mistrzostwa świata                    | Budapeszt | 1. miejsce        | 66,73 |
| 2024 | Igrzyska olimpijskie                  | Paryż     | 1. miejsce        | 65,80 |